# Matthias Schloo
Matthias Schloo (Hamburg, Nyugat-Németország, 1977. április 6. –) német színész.

## Életpályája
Édesanyja magyar származású. Schloo 2006-ban vált el jelmeztervező feleségétől, akivel 2000 májusában házasodtak össze. Gyermekük nem született. Berlinben él. 1994-ben debütált a ZDF televízió egyik szappanoperájában a "Hallo, Onkel Doc!-ban, majd főszerepet (Niko Berger) kapott a Jede Menge Leben (Csupa-csupa élet) című sorozatban. Pályája azóta töretlen, s bár Magyarországon viszonylag ismeretlen, a világ számos országában szerzett népes rajongótábort. A filmezés mellett színházban is játszik, Németország egyik legfoglalkoztatottabb színésze. Több díjat is nyert 1997-ben a legjobb ifjú tehetségnek járó elismerést a Der Schrei der Liebe című filmben Yannis megformálásáért valamint többször nyerte el az Emmy mintájára létrehozott német televízió társaságok díját a Berlin, Berlin, Tanja és a Bronski & Bernstein című sorozatokban nyújtott alakításáért. Hobbija a motorozás és a vízi sportok.

## Szerepei

### Sorozatai
(Főszerepei)
- Csupa-csupa élet (Jede Menge Leben) - Niko Berger,
- Bronski & Berstein - Bronski,
- Tanja - Felix,
- Berlin, Berlin - Alex,
- Zodiák - Robert Fischer- Hellwarth,

(Epizódszerepei)
- Cobra 11- Mike (1 epizód)
- Cobra 12- Jo (1 epizód)
- Charly, majom a családban-  Kai Fricke (1 epizód)
- Perzselő szenvedélyek-  Rick (6 epizód)

### Fontosabb filmjei
- Schrei der Liebe, Der (1997) Yannis,
- Traumprinzen, Die (2000) David Kowitz,
- Wind über dem Fluss (2001) Patrick Fenton,
- Kanos pasik Ibizán  (Bei hübschen Frauen sind alle Tricks erlaubt) (2004) Daniel,
- Floridaträume (2005),
- Damals warst Du still (2005) Fabian Plessen,
- Vier Meerjungfrauen II - Liebe à la carte (2006) Sören,
- Sommer des Erwachens (2006) Edward Green,
- Molly & Mops (2007) Sascha/Flo,
- Der Mann meiner Träume (2007) Albert Woolbridge,
- Stürmische Bescherung, Eine (2007) Sören,
- Herz aus Schokolade (2008) (TV) Jan van Schooten
- Mama kommt! (2009) Lars
- Mia und der Millionär (2009) Edgar Schnell
- Küss mich, ich bin ein Frosch (2009) Tom
- Traum aus Schokolade (2010) (TV) Jan van Schooten
- Der Duft von Holunder (2011) Tom Sommer

## Magyar szinkronhangja
- Tóth Gáspár András – Csupa csupa élet
- Rajkai Zoltán – Berlin Berlin
- Markovics Tamás – Kanos pasik Ibizán

## Matthias Schloo autogram címe
- Matthias Schloo, c/o Agentur Reed, Treppendorfer Weg 13, 12527 Berlin, Germany